# Guzal Sitdîkova
Guzal Ramazanovna Sitdîkova (în bașchiră Гүзәл Рамаҙан ҡыҙы Ситдиҡова, în rusă Гузаль Рамазановна Ситдыкова; n. 10 iunie 1952, Inzer⁠(d), RSFS Rusă, URSS) este o scriitoare, poetă, publicistă și traducătoare bașchiră. În 2002 a fost distinsă cu Diploma de Onoare a Republicii Bașkortostan. Este membră a Comisiei scriitorilor bașchiri și ruși. A fost liderul Femeilor bașchire din Republica Bașkortostan din 2004 până în 2011. Începând din 2012 participă la programul internațional de voluntariat mișcarea Wikimedia.

## Biografie
Guzal Ramazanovna Sitdîkova s-a născut pe 10 iunie 1952 în Inzer, un sat în raionul Belorețki⁠(d) din Republica Sovietică Socialistă Autonomă Bașchiră⁠(d). În 1967, după ce a absolvit școala de opt ani, a intrat la Liceul Pedagogic Belorețk. Din 1971 a lucrat ca profesoară la școala-internat nr. 1, apoi în diverse instituții de învățământ din orașul de Belorețk.
În 1980 a absolvit departamentul de bibliotecari de la Institutul de Cultură de Stat Celeabinsk. Începând cu anul 1983 a lucrat la ziarul regional „Ural”, din 1986 - șefă de departament și din 1987 - redactor-șef adjunct al ziarului regional „Ural” Belorețk.
Din 1989 până în 1995, a fost redactor-șef al ziarului regional „Ural” a raionului Belorețki. În același timp a fost aleasă deputat al poporului în Consiliul Suprem al RSSA Bașchiria în cea de-a XII-a legislatură (1991-1995).
În 1995-2008 a fost aleasă deputat în Adunarea de Stat a Republicii Bașkortostan în legislaturile I-III, membră a Camerei Publice din Republica Bașkortostan în prima legislatură (2011-2012). În 2004-2011 a fost aleasă președinte a Societății Femeilor Bașchire din Republica Bașkortostan. A luat parte la lucrările Comitetului Executiv al Congresului Mondial al Bașchirilor⁠(d).

## Activitate creativă
A început să publice încă din anul 1976. În timp ce lucra la ziarul regional „Ural”, lucrările ei au fost publicate în presa republicană. Prima ei colecție de poezii a fost publicată în almanahul „Йәш көстәр” (Forțe tinere) în 1984. Este autoare a unsprezece cărți și aproximativ douăzeci de publicații științifice.
Participă la mișcarea Wikimedia ca unul dintre redactorii voluntari, creând și editând în mod regulat articole în Wikipedia bașchiră, precum și pagini în proiectele bașchire Wikimedia, Wikisursă, Wikționar etc.
Guzal Sitdîkova este pasionată de poezie și traduceri din limbi străine în limba bașchiră. Lucrările sale au fost traduse în limba rusă.
Din 1995 este membră a Uniunii Scriitorilor din Republica Bașkortostan și abordează diferite genuri literare - poezie, proză, eseu, literatură pentru copii.

## Legături externe
- ru  Газета Аскинская новь. Статья «Советы популярной поэтессы Вдохновили, добавили душевный подъем, силы» Arhivat în 4 martie 2016, la Wayback Machine.
- ru  https://www.youtube.com/watch?v=EYenkQ9nj4w
- ru  Авторы издательства «Китап» Arhivat în 4 martie 2016, la Wayback Machine.
- ru  Газета Республика Башкортостан. Ст. Всё начинается с маминой колыбельной Arhivat în 15 mai 2018, la Wayback Machine.
- ru  Литературная карта Республики Башкортостан
- ru  РАСПОРЯЖЕНИЕ Кабинета Министров РБ от 03.10.2002 N 915-р «О МЕРАХ ПО ПОДГОТОВКЕ И ПРОВЕДЕНИЮ ЮБИЛЕЙНЫХ МЕРОПРИЯТИЙ, ПОСВЯЩЕННЫХ 50-ЛЕТИЮ ПОЭТЕССЫ СИТДИКОВОЙ ГУЗЕЛЬ РАМАЗАНОВНЫ»